# إس. هاريسون وايت
إس. هاريسون وايت (بالإنجليزية: S. Harrison White)‏ هو قاضي ومحامي وسياسي أمريكي، ولد في 24 ديسمبر 1864 في مقاطعة ماريز في الولايات المتحدة، وتوفي في 21 ديسمبر 1945 في كولورادو سبرينغس في الولايات المتحدة. حزبياً، نشط في الحزب الديمقراطي. وقد انتخب عضو مجلس النواب الأمريكي.